# Czernichów (powiat proszowicki)
Czernichów – wieś w Polsce położona w województwie małopolskim, w powiecie proszowickim, w gminie Koniusza. W latach 1975–1998 miejscowość należała administracyjnie do województwa krakowskiego.
Integralne części miejscowości: Łąki, Od Czulic, Pagórek, Sachalina.